# Cross Roads (Pennsylvanie)
Pour les articles homonymes, voir Crossroads.
Cross Roads est un borough situé au sud-est de la partie centrale du comté de York, en Pennsylvanie, aux États-Unis,. En 2010, il comptait une population de 512 habitants, estimée au 1er juillet 2020 à 524 habitants. Le borough est fondé en 1844 et incorporé le 16 octobre 1899.

## Démographie
Lors du recensement de 2010, le borough comptait une population de 512 habitants. Elle est estimée, en 2020, à 524 habitants.